# Stazzema
Stazzema ist eine italienische Gemeinde mit 2903 Einwohnern (Stand 31. Dezember 2023) in der Provinz Lucca in der Toskana.

## Geographie
Stazzema liegt am Westhang der Apuanischen Alpen, nahe der Tyrrhenischen Küste. Der Ort gehört zur Versilia. Die Gemeinde liegt etwa 25 km nordwestlich der Provinzhauptstadt Lucca und rund 85 km nordwestlich der Regionalhauptstadt Florenz in der klimatischen Einordnung italienischer Gemeinden in der Zone F, 3 074 GG. Im östlichen Gemeindegebiet entspringen die Torrenti Turrite Cava und Turrite Secca, die beide dem Serchio als rechten Zufluss dienen.
Zu den Ortsteilen gehören Arni, Campagrina, Cardoso, Farnocchia, Gallena, La Culla - Sant’Anna, Levigliani, Mulina, Palagnana, Pomezzana, Pontestazzemese (Rathaussitz), Pruno, Retignano, Ruosina, Stazzema, Terrinca und Volegno.
Die Nachbargemeinden sind Camaiore, Careggine, Fabbriche di Vergemoli, Massa (MS), Molazzana, Pescaglia, Pietrasanta, Seravezza und Vagli Sotto.

## Geschichte
Der Ortsteil Sant’Anna di Stazzema wurde am 12. August 1944 durch Truppen der Waffen-SS zerstört, seine Bewohner, etwa 560 Menschen, überwiegend Frauen und Kinder, umgebracht. Dies gilt als eines der grausamsten Massaker an Zivilisten im Zweiten Weltkrieg.
- → Hauptartikel: Massaker von Sant’Anna di Stazzema
- 2013 besuchte der Bundespräsident Joachim Gauck[3] zusammen mit seinem italienischen Amtskollegen Giorgio Napolitano Sant’Anna di Stazzema.
- Das deutsche Musikerehepaar Westermann hat mit seiner Initiative „Friedensorgel“[4] erfolgreich Geld zur Restaurierung der beim Massaker zerstörten Orgel des Kirchleins gesammelt.
- 2018 rief der Bürgermeister mit der „Charta von Stazzema“ das virtuelle  Bürgerregister Anagrafe Nazionale Antifascista[5] ins Leben.

## Sehenswürdigkeiten
- In Sant’Anna di Stazzema befindet sich das Museo Storico della Resistenza
- Die Kirche Santa Maria Assunta in Stazzema geht auf das 9. Jahrhundert zurück und wurde mehrfach erweitert und umgebaut.
- Die  Karsthöhle Antro del Corchia